# Павел Давков
 Тази статия е за българския революционер.  За югославския политик вижте Павле Давков.  
Павел (Павле) Давков е български революционер, горноджумайски войвода на Върховния македоно-одрински комитет

## Биография
Давков е роден в 1862 година в Сърбиново в Османската империя, днес в България. Оглавява революционния комитет в Сърбиново. В 1901 година по време на аферата „Мис Стоун“ е арестуван, но се спасява и излиза в нелегалност. Участва в Горноджумайското въстание на Върховния комитет през 1902 година като войвода на чета и се сражава при Сърбиново на 23 септември, където със 120 четници разбива 90 души турски аскер след три часа бой. Тогава с него е и свещеник Илия от Сенокос. Сражава се и при Градево и Кресна.
След потушаването на въстанието, остава да действа в района си с малка чета.
След Балканската война в 1912 година е кмет на освободеното Сърбиново, където и умира.